# Józef Tenerowicz
Józef Tenerowicz (ur. 12 lutego 1931 w Siarach, zm. 26 maja 2011 w Poznaniu) – generał brygady pilot Wojska Polskiego.

## Życiorys
Józef Tenerowicz urodził się 12 lutego 1931 roku w Siarach, powiat Gorlice, w rodzinie Marcina (1895-1984) i Wiktorii z Woźniaków (1900-1944). W 1948 ukończył Państwowe Gimnazjum im. Marcina Kromera w Gorlicach i wstąpił do Oficerskiej Szkoły Lotniczej w Dęblinie. Po ukończeniu szkoły został 15 lipca 1951 promowany do stopnia podporucznika przez komendanta szkoły, płk. pilota Szczepana Ścibiora. Następnie został skierowany do 13 Pułku Lotnictwa Myśliwskiego OPL, gdzie był kolejno pilotem (1951-1952), starszym pilotem (1952), pełniącym obowiązki dowódcy klucza lotniczego (1952), pomocnikiem dowódcy eskadry do spraw pilotażu (1952-1953), dowódcą eskadry (1953-1955) i pomocnikiem dowódcy pułku do spraw pilotażu (1955-1956). W latach 1956–1957 przebywał na Kursie Lotniczo-Taktycznym Dowódców Pułku w Ośrodku Szkolenia Lotnictwa Myśliwskiego w Lipiecku w ZSRR. Po powrocie do kraju został szefem służby strzelania powietrznego w Dowództwie 2 Korpusu Obrony Przeciwlotniczej Obszaru Kraju w Bydgoszczy, od stycznia 1959 był szefem strzelania powietrznego wydziału szkolenia bojowego w sztabie korpusu. W latach 1961−1965 studiował w Akademii Sztabu Generalnego WP w Warszawie. Po ukończeniu studiów został zastępcą dowódcy 45 Pułku Lotnictwa Myśliwskiego OPK do spraw liniowych w Babimoście (lipiec 1965 - październik 1967), a od października 1967 dowódcą 11 Pułku Lotnictwa Myśliwskiego OPK we Wrocławiu (do lutego 1972). W 1972 na krótko przeniesiony do Dowództwa Wojsk Obrony Powietrznej Kraju w Warszawie jako starszy pomocnik szefa Oddziału Szkolenia Bojowego. W 1972 ukończył również kurs podyplomowy w Akademii Sztabu Generalnego WP. W lipcu 1972 przeniesiony do Dowództwa Wojsk Lotniczych w Poznaniu, gdzie został przewodniczącym Komisji Kwalifikacyjnej Personelu Latającego, a następnie szefem Oddziału Lotnictwa Myśliwskiego. Od sierpnia 1973 pełnił obwiązki zastępcy szefa, a od maja 1974 był zastępcą szefa Zarządu Szkolenia Lotniczego w Dowództwie Wojsk Lotniczych.
W latach 1974−1976 studiował w Wojskowej Akademii Sztabu Generalnego Sił Zbrojnych ZSRR im. Klimenta J. Woroszyłowa w Moskwie. Po powrocie do kraju w lipcu 1976 powrócił na stanowisko zastępcy szefa, a od lipca 1977 pełnił obowiązki szefa Zarządu Szkolenia Lotniczego (w lipcu 1978 zatwierdzony na tym stanowisku). Od kwietnia 1979 do stycznia 1985 dowódca 3 Brandenburskiej Dywizji Lotnictwa Szturmowo-Rozpoznawczego w Świdwinie (jesienią 1982 przemianowanej na 3 Brandenburską Dywizję Lotnictwa Myśliwsko-Bombowego). We wrześniu 1979 został doktorem nauk wojskowych na mocy uchwały Rady Naukowej Wydziału Wojsk Lotniczych i OPK Akademii Sztabu Generalnego WP, po obronie rozprawy "Optymalizacja systemu szkolenia personelu latającego na bojowych samolotach odrzutowych". W 1983 ukończył Wyższy Kurs Akademicki przy Wojskowej Akademii Sztabu Generalnego Sił Zbrojnych ZSRR im. Klimenta J. Woroszyłowa w Moskwie. Na mocy uchwały Rady Państwa PRL z września 1984 mianowany na stopień generała brygady; nominację wręczył mu w Belwederze przewodniczący Rady Państwa PRL prof. Henryk Jabłoński. Dowodzona przez niego dywizja została dwukrotnie wyróżniona w rozkazie szkoleniowym ministra obrony narodowej. Od stycznia 1985 do lutego 1989 szef Lotnictwa Wojsk Lądowych, Transportowego i Łącznikowego w Dowództwie Wojsk Lotniczych, a od lutego 1989 do lipca 1990 szef Lotnictwa Wojsk Lądowych - pomocnik dowódcy Wojsk Lotniczych. W lipcu 1990 objął stanowisko szefa Bezpieczeństwa Lotów Dowództwa Wojsk Lotniczych i Obrony Powietrznej. Od 30 grudnia 1992 w stanie spoczynku na mocy rozkazu personalnego MON z 27 sierpnia 1992. Został pożegnany oficjalnie przez ministra obrony narodowej Janusza Onyszkiewicza.
W trakcie służby latał na samolotach Po-2, UT-2, Jak-9, Jak-17, Jak-23, MiG-15. MIG-15bis, Lim-1, Lim-2, Lim-5, Lim-6bis, TS-8, TS-11, An-2. Łącznie spędził w powietrzu 2000 godzin, z czego 1600 godzin na samolotach odrzutowych. Posiadł I klasę pilota wojskowego. W latach 1952–1961 brał udział jako pilot w 10 defiladach lotniczych, w tym m.in. w 1952 w pierwszej defiladzie z udziałem dużej grupy samolotów MiG-15 oraz w 1960 nad Polami Grunwaldu, gdzie wykonywał lot w ugrupowaniu "Tafla", składającym się z 64 samolotów Lim-5.
Mieszkał w Poznaniu, gdzie zmarł 26 maja 2011 i został pochowany na cmentarzu na Miłostowie (pole KL kwatera P5-4). Na uroczystości pogrzebowej ostatnie pożegnanie wygłosił reprezentant Sił Powietrznych - gen. bryg. pil. Włodzimierz Usarek - Dowódca 2 Skrzydła Lotnictwa Taktycznego (Dowódca Garnizonu Poznań).

## Awanse
- podporucznik - 1951
- porucznik - 1952
- kapitan - 1954
- major - 1959
- podpułkownik - 1965
- pułkownik - 1973
- generał brygady - 1984

## Życie prywatne
Mieszkał w Poznaniu. Od 1959 był żonaty z Zofią Danutą Bielską (zmarła w 2004). Małżeństwo miało troje dzieci.

## Ordery i odznaczenia
- Krzyż Komandorski Orderu Odrodzenia Polski (1986)
- Krzyż Oficerski Orderu Odrodzenia Polski (1978)
- Krzyż Kawalerski Orderu Odrodzenia Polski (1968)
- Srebrny Krzyż Zasługi (1959)
- Medal 30-lecia Polski Ludowej
- Medal 40-lecia Polski Ludowej
- Złoty Medal „Siły Zbrojne w Służbie Ojczyzny”
- Złoty Medal „Za zasługi dla obronności kraju”
- inne odznaczenia